# 福氏尾孢虫
福氏尾孢虫（学名：Henneguya vovki）为尾孢科尾孢虫属的动物。分布于俄罗斯以及云南、黑龙江流域等，营寄生生活，寄生在线鳢、胸鳍、臀鳍、鳔（线鳢）、体腔（乌鳢）。